# غويلرمو يافار
غويلرمو يافار (بالإسبانية: Guillermo Yávar)‏ مواليد 26 مارس 1943 في سانتياغو، هو لاعب كرة قدم تشيلي. يلعب كمهاجم. سبق له أن لعب في كأس العالم لكرة القدم مع منتخب بلاده.

## المسيرة الاحترافية

### أندية لعب لها
- نادي أونيفرسيداد دي تشيلي

## روابط خارجية
- غويلرمو يافار على موقع الاتحاد الدولي (مؤرشف)  (الإنجليزية)
- غويلرمو يافار على موقع قاعدة بيانات كرة القدم.إي يو (الإنجليزية)
- غويلرمو يافار على موقع ناشيونال فوتبول تيمز (الإنجليزية)
- غويلرمو يافار على موقع عالم كرة القدم.نت (الإنجليزية)